# 中国共产党第二次全国代表大会会址
中国共产党第二次全国代表大会会址，地处中国上海市静安区老成都北路7弄30号，是中国共产党第二次全国代表大会召开的地方。这次会议首次提出了党的民主革命纲领，制定了《中国共产党党章》，首次提出了党的统一战线思想，公开发表了《中国共产党宣言》。1951年，二大会址被确认。1959年5月26日及1977年12月7日，中国共产党第二次全国代表大会旧址先后两次被公布为上海市文物保护单位。此后该会址与平民女校原址一同被改造为二大会址纪念馆，并于2009年对公众免费开放。2013年3月5日，中国共产党第二次全国代表大会会址被国务院公布为第七批全国重点文物保护单位。

## 历史

### 近代
二大会址的原门牌为南成都路辅德里625号，该房屋建成于1915年，中国共产党第一次全国代表大会以后，中共中央局负责宣传工作的李达及其夫人王会悟搬进了这里，楼下为会客室，楼上是卧室兼书房。1921年9月，李达在这里负责创办了人民出版社。1922年7月16至23日，中国共产党在上海召开第二次全国代表大会，其中7月16日的会议由所有与会代表在李达的寓所召开，此后大会的各位代表进行分小组讨论，并分散到了租界的其他地址。大会通过《中国共产党宣言》、《中国共产党党章》和9个决议案；选举出了中国共产党的中央委员和候补委员。这次会议同时规定了中国共产党的最低纲领和最高纲领，并决定出版《向导》周报，作为中国共产党的机关报。当年秋天，李达应毛泽东的邀请，带着家人前往湖南自修大学任教，南成都路辅德里625号改为普通民居，并且此后房屋的结构并未发生太大变化，仅仅多修建了一座阁楼。二十世纪二十年代末，上海租界工部局将静安寺路两边的楼房拆除，使得南北成都路贯通合为成都路。1945年，抗日战争胜利结束，原法租界贝谛鏖路改名为成都南路，成都路改名为成都北路，二大会址的门牌号也变为成都北路7弄30号。

### 现代
1951年，中共上海市委宣传部查实了中国共产党第二次全国代表大会会址的具体位置，并于1958年经过了李达的确认。1959年5月26日及1977年12月7日，中国共产党第二次全国代表大会旧址先后两次被公布为上海市文物保护单位。1986年，二大会址的保护范围被确定。二十世纪九十年代中后期，上海市政府辟建延安路高架桥，南北成都路被拓宽，其中成都北路未被拓宽的部分被称为老成都北路，二大会址的门牌号再一次更换为“老成都北路7弄30号”。修建高架桥的同时，二大会址的前里弄建筑被拆除，二大会址成为延安路的街面建筑，会址周围还修建了大量绿地。此后会址中原有的住户被全部迁走，原址设立中共二大陈列室。2013年，中国共产党第二次全国代表大会会址被公布为全国重点文物保护单位。

## 结构
中共“二大”会址位于老成都北路7弄30号，建筑为东西走向的石库门里弄住宅建筑，砖木结构，基本保留了1915年始建时的建筑风貌。旧址中的摆设根据李达及其夫人王会悟的回忆重新布置，房间为20平方米，一张八仙桌居于屋中央，8只坐凳摆在其四周，靠墙还有4把太师椅。茶具等物也按照李达等当年的回忆摆放。

## 纪念馆
2002年6月30日，中国共产党第二次全国代表大会会址纪念馆开馆，纪念馆包括二大会址和会址后侧的平民女校原址。2003年，二大会址纪念馆被上海市人民政府命名为“上海市爱国主义教育基地”。从2000年至2008年，除二大会址和平民女校原址所在房屋外，其余相连的屋子一直为静安区档案局、区委党史研究室、区方志办等单位的办公地点，但在这些单位办公期间，建筑物内部的结构遭到了大幅更改。2005年时，两幢房屋还专门安装了避雷针。2008年开始，静安区档案局等单位相继迁出，其在办公期间在建筑物内加盖的钢筋混凝土架构也被部分予以替换，被封堵的天井也重新恢复，基本上恢复了两幢建筑的原貌。2009年1月1日，中共二大会址纪念馆经过修缮后正式对公众开放，面积由150平方米增至2300平方米。当年3月31日，该纪念馆对公众免费开放。2010年1月15日，中共二大会址纪念馆被列为全国爱国主义教育示范基地。2020年11月16日，中共二大会址纪念馆开始闭馆修缮。2021年5月4日重新對外開放。2021年6月9日，中共二大纪念馆作为中国共产党一大·二大·四大纪念馆景区的一部分，确定为国家5A级旅游景区。